# Жак Дере
Жак Дере (на френски: Jacques Deray) е френски кинорежисьор.
Дере е сред най-популярните режисьори на Франция от 70-те и 80-те години, записвайки името си като автор на едни от най-успешните френски филми. Известно е сътрудничеството му със суперзвездата Ален Делон, който участва в 8 негови филма. Белмондо, друга икона на френското кино, също е сред актьорите, появяващи се често в негови произведения.
Името на Жак Дере излиза на преден план през 1969 г. с превърналия се в класика „Басейнът“ с Ален Делон и Роми Шнайдер. Той е последван от световния хит „Борсалино“ (1970), отново с Делон този път в тандем с Белмондо. Сред другите му популярни филми са „Полицейска история“ (1975), „Трима мъже за убиване“ (1980), „По ръба на закона“ (1983) и „Той умира само два пъти“ (1985), последния от които е сред основните заглавия на наградите „Сезар“ през 1986 година.
За приноса си към френската кинематография и култура въобще Дере е удостоен с множество отличия, сред които е Ордена на Почетния легион.

## Биография
Жак Дере е роден на 19 февруари 1929 г. в Лион, Франция в семейство на индустриалци. От детска възраст е привлечен от киното, поради което 19-годишен заминава за Париж да изучава драматично изкуство. В този период получава няколко малки роли на сцената и в киното, но решава, че неговото място е от другата страна на камерата. През 1952 г. Дере започва работа като асистент-режисьор, работейки с такива имена на френската кинематография като Жан Боайе, Жил Гранжие, Луис Бунюел и Жул Дасен. Така се стига до 1960 г., когато Жак Дере прави своя пълен дебют като главен режисьор с филма „Жиголото“ със звездата на италианското кино Алида Вали в главната роля.
Умира на 9 август 2003 г. в Булон Биянкур.

## Филмография

### Частична режисьорска филмография
| Година | Филм                                | Оригинално заглавие     | Бележки                              |
| ------ | ----------------------------------- | ----------------------- | ------------------------------------ |
| 1960   | Жиголото                            | Le Gigolo               |                                      |
| 1965   | Престъпление в красива лятна сутрин | Par un beau matin d'été |                                      |
| 1969   | Басейнът                            | La Piscine              |                                      |
| 1970   | Борсалино                           | Borsalino               | номинация за „Златна мечка“ в Берлин |
| 1971   | По-леко там!                        | Doucement les basses    |                                      |
| 1972   | Един човек е мъртъв                 | Un homme est mort       |                                      |
| 1974   | Борсалино и компания                | Borsalino and Co.       |                                      |
| 1975   | Полицейска история                  | Flic Story              |                                      |
| 1977   | Бандата                             | Le gang                 |                                      |
| 1980   | Трима мъже за убиване               | Trois hommes à abattre  |                                      |
| 1983   | По ръба на закона                   | Le Marginal             |                                      |
| 1985   | Той умира само два пъти             | On ne meurt que 2 fois  | номинация за „Сезар“                 |
| 1987   | Единакът                            | Le Solitaire            |                                      |
| 1993   | Престъпление                        | Un crime                |                                      |